# Operação Voucher
Operação Voucher foi uma operação da Polícia Federal Brasileira realizada em 9 de agosto de 2011 contra o desvio de recursos públicos destinados ao Ministério do Turismo por meio de emendas parlamentares ao Orçamento da União.

## Operação
Operação Voucher contou com a participação de 200 policiais federais, consiste no cumprimento de 19 mandados de prisão preventiva, 19 mandados de prisão temporária e sete mandados de busca e apreensão nos Estados do Amapá e São Paulo, além do Distrito Federal. Entre as prisões decretadas estão o secretário executivo do Ministério do Turismo, servidores públicos, diretores e funcionários do Instituto Brasileiro de Desenvolvimento de Infraestrutura Sustentável – IBRASI, e empresários.
As pessoas envolvidas no esquema criminoso foram indiciadas, de acordo com suas participações, pelos crimes de formação de quadrilha, peculato e fraudes em licitação.

## Detidos
Entre os detidos estavam o secretário executivo do ministério, Frederico Silva da Costa; o ex-presidente do Instituto Brasileiro de Turismo (Embratur), Mário Moyses e o secretário nacional de Programas de Desenvolvimento do Turismo, Colbert Martins.